# Olekszij Olekszandrovics Mihajlicsenko
Olekszij Olekszandrovics Mihajlicsenko (ukránul: Олексій Олександрович Михайличенко, oroszul: Алексей Александрович Михайличенко [Alekszej Alekszandrovics Mihajlicsenko]; Kijev, 1963. március 30. –) olimpiai bajnok ukrán nemzetiségű szovjet-FÁK-ukrán válogatott labdarúgó. A Gyinamo Kijev, a Sampdoria, később a Rangers támadó középpályása volt.
2008–2009-ben az ukrán labdarúgó-válogatott szövetségi kapitánya volt.

## Pályafutása labdarúgóként

### Klubcsapatokban
Mihajlicsenko pályafutását a Gyinamo Kijev serdülőcsapatában kezdte. A szovjet élvonalban 1981-ben mutatkozott be, és csapatával még ebben az idényben szovjet bajnoki címet ünnepelt. A Gyinamo Kijevben töltött 9 év alatt négy bajnoki címet és három szovjetkupa-győzelmet szerzett, 1986-ban KEK-győztes, később két alkalommal választották a szovjet élvonal legjobb ukrán labdarúgójának, egyszer pedig elnyerte az Év Szovjet Labdarúgója-címet is.
1990-ben Olaszországba, az Sampdoria csapatához igazolt. Bemutatkozása ismét sikeres volt: a Mihajlicsenkót is a soraiban tudó genovai alakulat története első olasz bajnoki címét szerezte. Mihajlicsenko 24 mérkőzésen szerzett 3 góllal járult hozzá a történelmi sikerhez.
Az 1991–1992-es szezont már Skóciában, a Rangers csapatával kezdte meg, és bemutatkozó idényében újfent bajnoki címet szerzett. A Glasgowban töltött öt évad során minden alkalommal skót bajnoki címhez segítette csapatát, három alkalommal pedig skótkupa-győzelmet ünnepelt.
Labdarúgó-pályafutását 1997-ben fejezte be.

### Válogatottakban
Mihajlicsenko 1987-ben debütált a szovjet labdarúgó-válogatottban. Az 1988-as labdarúgó-Európa-bajnokságon tagja volt az ezüstérmes szovjet válogatottnak, majd az 1988-as nyári olimpiai játékokon aranyérmet szerzett. Sérülés miatt nem volt tagja az 1990-es labdarúgó-világbajnokság szovjet keretének. Részt vett az 1992-es labdarúgó-Európa-bajnokságon, később 2 alkalommal magára ölthette az ukrán nemzeti mezt.

## Sikerei, díjai
Játékosként
- Az Év Ukrán Labdarúgója (Szovjetunió idején): 1987, 1988
- Az Év Szovjet Labdarúgója: 1988
- Szovjet bajnok: 1981, 1985, 1986, 1990
- Szovjet-kupa-győztes: 1985, 1987, 1990
- Olasz bajnok: 1991
- Skót bajnok: 1992, 1993, 1994, 1995, 1996
- Skót-kupa-győztes: 1992, 1993, 1996
- KEK-győztes: 1986
- Európa-bajnoki ezüstérmes: 1988
- Olimpiai aranyérmes: 1988

Szakvezetőként, edzőként
- Ukrán bajnok: 2003, 2003
- Ukrán-kupa-győztes: 2003
- U21-es labdarúgó-Európa-bajnokság: 2006

## Statisztika
| Szezon    | Csapat        | Bajnokság               | M  | G  |
| --------- | ------------- | ----------------------- | -- | -- |
| 1995–1996 | Rangers       | Scottish Premier League | 11 | 0  |
| 1994–1995 | Rangers       | Scottish Premier League | 9  | 2  |
| 1993–1994 | Rangers       | Scottish Premier League | 34 | 5  |
| 1992–1993 | Rangers       | Scottish Premier League | 29 | 5  |
| 1991–1992 | Rangers       | Scottish Premier League | 27 | 10 |
| 1990–1991 | Sampdoria     | Serie A                 | 24 | 3  |
| 1990      | Gyinamo Kijev | Viszsaja Liga           | 8  | 0  |
| 1989      | Gyinamo Kijev | Viszsaja Liga           | 15 | 3  |
| 1988      | Gyinamo Kijev | Viszsaja Liga           | 23 | 6  |
| 1987      | Gyinamo Kijev | Viszsaja Liga           | 28 | 9  |
| 1986      | Gyinamo Kijev | Viszsaja Liga           | 20 | 12 |
| 1985      | Gyinamo Kijev | Viszsaja Liga           | 20 | 2  |
| 1984      | Gyinamo Kijev | Viszsaja Liga           | 18 | 4  |
| 1983      | Gyinamo Kijev | Viszsaja Liga           | 5  | 3  |
| 1982      | Gyinamo Kijev | Viszsaja Liga           | 0  | 0  |
| 1981      | Gyinamo Kijev | Viszsaja Liga           | 0  | 0  |